# Venango (Nebraska)
Venango es una villa ubicada en el condado de Perkins en el estado estadounidense de Nebraska. En el Censo de 2010 tenía una población de 164 habitantes y una densidad poblacional de 254,3 personas por km².

## Geografía
Venango se encuentra ubicada en las coordenadas 40°45′43″N 102°2′28″O / 40.76194, -102.04111. Según la Oficina del Censo de los Estados Unidos, Venango tiene una superficie total de 0.64 km², de la cual 0.64 km² corresponden a tierra firme y (0 %) 0 km² es agua.

## Demografía
Según el censo de 2010, había 164 personas residiendo en Venango. La densidad de población era de 254,3 hab./km². De los 164 habitantes, Venango estaba compuesto por el 93.29 % blancos, el 0 % eran afroamericanos, el 0.61 % eran amerindios, el 0 % eran asiáticos, el 0 % eran isleños del Pacífico, el 6.1 % eran de otras razas y el 0 % pertenecían a dos o más razas. Del total de la población el 9.76 % eran hispanos o latinos de cualquier raza.